# IRNSS
IRNSS (англ. Indian Regional Navigation Satellite System, хинди भारतीय क्षेत्रीय नौवहन उपग्रह प्रणाली) — индийская региональная спутниковая система навигации, проект которой был принят к реализации правительством Индии. Разработка осуществлялась Индийской организацией космических исследований (ISRO). Система, получившая с началом эксплуатации название NAVIC (англ. NAVigation with Indian Constellation), обеспечивает только региональное покрытие самой Индии и частей сопредельных государств.

## Структура

### Космический сегмент
Спутниковая группировка IRNSS состоит из семи спутников на геосинхронных орбитах на высоте около 36 000 км. 3 спутника находятся на геостационарной орбите в точках стояния 32,5°, 83° и 131,5° восточной долготы. Четыре спутника размещены на наклонной геосинхронной орбите с наклонением в 29° по отношению к экваториальной плоскости, по два на позициях 55° и 111,75° восточной долготы. Все семь спутников имеют непрерывную радиовидимость с наземными управляющими станциями.

#### Аппарат
Спутники IRNSS базируются на индийской космической платформе I-1K. Два раскладывающихся крыла солнечных батарей продуцируют до 1660 Вт электроэнергии, которая накапливается в аккумуляторной батарее ёмкостью 90 А·ч.
Главный двигатель, использующийся для достижения целевой орбиты, имеет тягу 440 Н и время работы до 3000 секунд. 12 маневровых двигателей, каждый с тягой 22 Н, используются для контроля положения аппарата и выполнения орбитальных корректировок. Все двигатели питаются от единой топливной системы. Компонентами топливной смеси являются несимметричный диметилгидразин и тетраоксид диазота.
Основным оборудованием аппарата являются рубидиевые атомные часы. Сигнал передаётся в L5-диапазоне на частоте 1176,45 МГц и в S-диапазоне на частоте 2492,028 МГц.
Размер спутника в сложенном состоянии составляет 1,58 × 1,5 × 1,5 метров, стартовая масса — около 1425 кг. Срок службы каждого спутника — около 10 лет

### Наземный сегмент
Наземный сегмент IRNSS будет иметь станцию мониторинга, станцию резервирования, станцию контроля и управления бортовыми системами. Государственная компания ISRO является ответственной за развертывание IRNSS, которая будет находиться целиком под контролем Индийского правительства. Навигационные приемники, которые будут принимать сигналы IRNSS, также будут разрабатываться и выпускаться индийскими компаниями.

### Услуги
IRNSS предполагает определение координат местонахождения объекта с точностью порядка 20 метров для региона Индийского океана (около 1500 км вокруг Индии) и менее 10 метров — непосредственно по Индии и территориям сопредельных государств, охваченным данной системой навигации.
Услуга предоставляется в двух вариантах: стандартный (англ. Special Positioning Service) — для всех гражданских пользователей; и служебный, с более точными данными (англ. Precision Service) — для авторизованных пользователей (в том числе для военных целей).

## История
Правительство Индии 9 мая 2006 одобрило проект развёртывания Индийской спутниковой региональной системы навигации (IRNSS) с бюджетом 14,2 миллиарда рупий в течение следующих 6-7 лет. Позже стоимость всего проекта оценивалась в 16 миллиардов рупий (около 290 миллионов долларов США).
В 2012 году для индийской системы у швейцарской компании SpectraTime были заказаны рубидиевые часы.
Первоначально планировалось, что спутники будут запускаться с 2012-го по 2014 год, а окончательный ввод системы в эксплуатацию произойдёт к 2015 году. Затем начало запусков было перенесено со второй половины 2012 года на май 2013 года.
В конце мая 2013 года стало известно, что запуск первого спутника IRNSS-1A ракетой-носителем PSLV-XL запланирован на 12 июня 2013 года с космодрома на острове Шрихарикота в Бенгальском заливе, однако впоследствии был отложен из-за выявленных несоответствий при проведении электрических испытаний. Спутник был успешно выведен на орбиту 1 июля 2013 года и уже успешно передаёт сигналы на Землю.
Второй спутник, IRNSS-1B, был запущен 4 апреля 2014.
15 октября 2014 года был запущен третий спутник, для размещения на геостационарной орбите, IRNSS-1С.
28 марта 2015 года запущен четвёртый спутник, IRNSS-1D. 11 апреля спутник достиг целевой орбиты.
Пятый спутник, IRNSS-1E, был запущен 20 января 2016 года.
10 марта 2016 года запущен шестой спутник IRNSS-1F, который размещён на геостационарной орбите в точке стояния 32,5° восточной долготы.
28 апреля 2016 года был запущен седьмой спутник IRNSS-1G, завершающий формирование спутниковой группировки навигационной системы.
В конце 2016 года на первом запущенном спутнике, IRNSS-1A, в течение 6 месяцев последовательно вышли из строя все 3 установки атомных рубидиевых часов. Проводятся попытки восстановления работы часов. Запуск спутника IRNSS-1H для замены 31 августа 2017 года завершился неудачей. На участке работы второй ступени, в назначенное время, через 3 минуты 24 секунд после старта ракеты-носителя, головной обтекатель для полезной нагрузки не отделился от четвёртой ступени. Из-за дополнительного веса обтекателя, четвёртая ступень вышла на орбиту 167 × 6554 км, с наклонением 19,18°, намного ниже запланированной орбиты 284 × 20 650 км. Спутник отделился внутри обтекателя .

## Список спутников
| Дата запуска (UTC) | Ракета-носитель | Спутник  | NSSDC ID SCN    | Орбита                             | Статус                                            |
| ------------------ | --------------- | -------- | --------------- | ---------------------------------- | ------------------------------------------------- |
| 01.07.2013, 18:11  | PSLV-XL C22     | IRNSS-1A | 2013-034A 39199 | Геосинхронная (29°), 55° в. д.     | рубидиевые часы вышли из строя                    |
| 04.04.2014, 11:44  | PSLV-XL C24     | IRNSS-1B | 2013-017A 39635 | Геосинхронная (29°), 55° в. д.     | действующий                                       |
| 15.10.2014, 20:02  | PSLV-XL C26     | IRNSS-1C | 2014-061A 40269 | Геостационарная, 83° в. д.         | действующий                                       |
| 28.03.2015, 11:49  | PSLV-XL C27     | IRNSS-1D | 2015-018A 40547 | Геосинхронная (29°), 111,75° в. д. | действующий                                       |
| 20.01.2016, 04:01  | PSLV-XL C31     | IRNSS-1E | 2016-003A 41241 | Геосинхронная (29°), 111,75° в. д. | действующий                                       |
| 10.03.2016, 10:31  | PSLV-XL C32     | IRNSS-1F | 2016-015A 41384 | Геостационарная, 32,5° в. д.       | действующий                                       |
| 28.04.2016, 07:20  | PSLV-XL C33     | IRNSS-1G | 2016-027A 41469 | Геостационарная, 131,5° в. д.      | действующий                                       |
| 31.08.2017, 18:59  | PSLV-XL C39     | IRNSS-1H |                 | Геосинхронная (29°), 55° в. д.     | отделился внутри обтекателя на нерасчётной орбите |
| 16.04.2018         |                 | IRNSS-1I |                 |                                    | действующий                                       |